# Scytalopus argentifrons
Scytalopus argentifrons е вид птица от семейство Rhinocryptidae.

## Разпространение
Видът е разпространен в Коста Рика и Панама.